# Àntemis

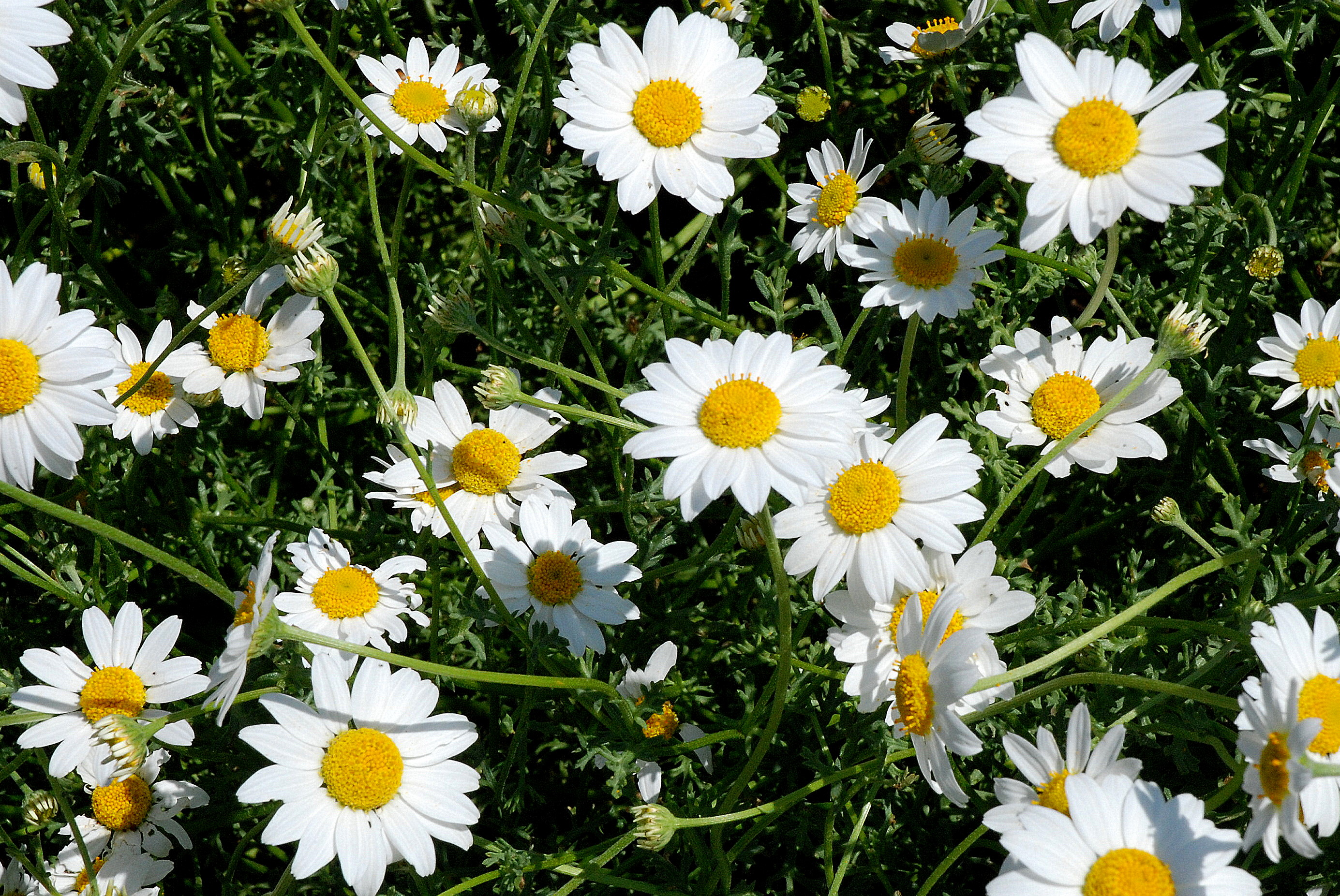
Bolig bord (Anthemis maritima)

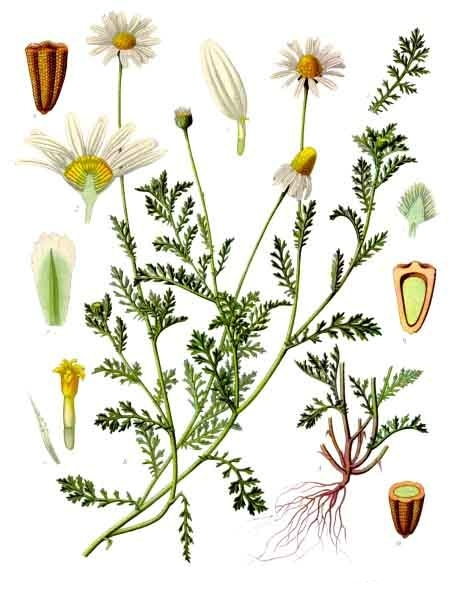
Camamilla borda (Anthemis arvensis)

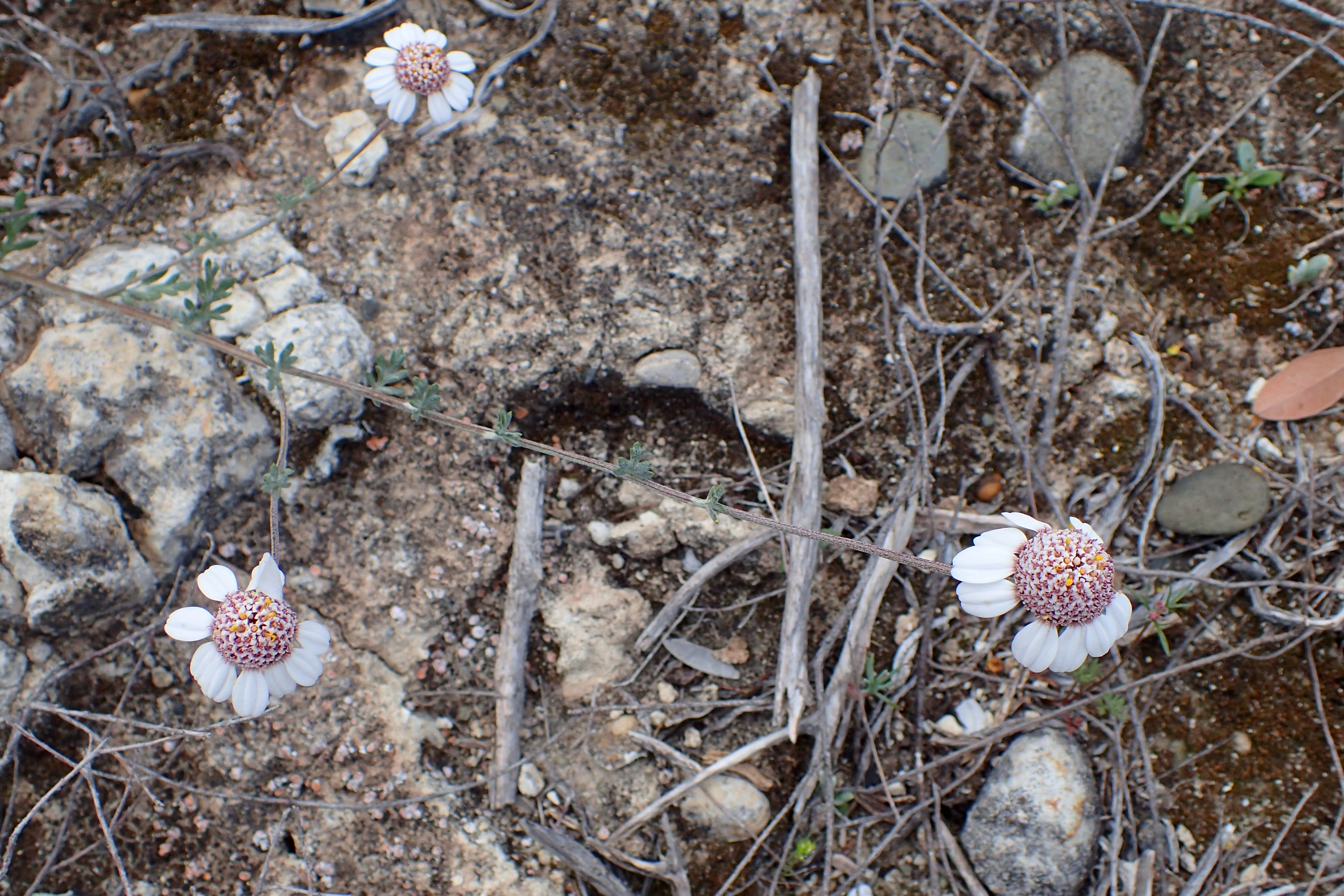
Anthemis tricolor, una espècie endèmica de Xipre

Àntemis (Anthemis) és un gènere de plantes angiospermes de la família de les asteràcies (Asteraceae). Són plantes natives d'Europa, d'Àsia central i occidental, i del nord i est d'Àfrica.

## Descripció
Són plantes herbàcies anuals o perennes o petits arbusts. Les fulles poden tenir el marge dentat o pinnatisecte i es disposen de manera alternada. Les flors es troben agrupades en capítols, al seu involucre hi ha vàries fileres de bràctees. Les flors exteriors son femenines i acostumen a ser ligulades. Les flors interiors són hermafrodites, acostumen a ser grogues i de forma tubular amb cinc lòbuls. El fruit és un aqueni sense papus.

## Taxonomia
Aquest gènere va ser publicat per primer cop l'any 1753 al segon volum de l'obra Species Plantarum del botànic suec Carl von Linné (1707-1778).

### Espècies
Dins del gènere Anthemis es reconeixen les 166 espècies següents:
- Anthemis aaronsohnii Eig
- Anthemis abrotanifolia (Willd.) Guss.
- Anthemis abylaea (Font Quer & Maire) Oberpr.
- Anthemis aciphylla Boiss.
- Anthemis adonidifolia Boiss.
- Anthemis aeolica Lojac.
- Anthemis aetnensis Spreng.
- Anthemis alpestris (Hoffmanns. & Link) R.Fern.
- Anthemis ammanthus Greuter
- Anthemis ammophila Boiss. & Heldr.
- Anthemis anthemiformis (Freyn & Sint.) Grierson
- Anthemis arenicola Boiss.
- Anthemis argyrophylla Velen.
- Anthemis arvensis L.
- Anthemis atropatana Iranshahr
- Anthemis auriculata Boiss.
- Anthemis austroiranica Rech.f., Aellen & Esfand.
- Anthemis × bollei Sch.Bip. ex Asch.
- Anthemis bornmuelleri Stoj. & Acht.
- Anthemis bourgaei Boiss. & Reut.
- Anthemis boveana J.Gay
- Anthemis brachycarpa Eig
- Anthemis brachystephana Bornm. & Gauba
- Anthemis breviradiata Eig
- Anthemis bushehrica Iranshahr
- Anthemis candidissima Willd. ex Spreng.
- Anthemis chia L.
- Anthemis chrysantha J.Gay
- Anthemis concolor Lojac.
- Anthemis confusa Pomel
- Anthemis cornucopiae Boiss.
- Anthemis corymbulosa Boiss. & Hausskn.
- Anthemis cotula L.
- Anthemis cretica L.
- Anthemis cuneata Hub.-Mor. & Reese
- Anthemis cupaniana Tod. ex Nyman
- Anthemis cyrenaica Coss.
- Anthemis davisii Yavin
- Anthemis deserti Boiss.
- Anthemis deserticola Krasch. & Popov
- Anthemis dicksoniae Ghafoor
- Anthemis didymaea Mouterde
- Anthemis edumea Eig
- Anthemis ekicii Özbek, H.Duman & Aytaç
- Anthemis eliezrae Eig
- Anthemis emasensis Eig
- Anthemis fayedina Zareh
- Anthemis filicaulis (Boiss. & Heldr.) Greuter
- Anthemis fimbriata Boiss.
- Anthemis freitagii Iranshahr
- Anthemis fumariifolia Boiss.
- Anthemis fungosa Boiss. & Hausskn.
- Anthemis funkii (Sch.Bip. ex Willk.) Benedí
- Anthemis gharbensis Oberpr.
- Anthemis gilanica Bornm. & Gauba
- Anthemis gillettii Iranshahr
- Anthemis glaberrima (Rech.f.) Greuter
- Anthemis glareosa E.Durand & Barratte
- Anthemis gracilis Iranshahr
- Anthemis hamrinensis Iranshahr
- Anthemis handel-mazzettii Eig
- Anthemis haussknechtii Boiss. & Reut.
- Anthemis hebronica Boiss. & Kotschy
- Anthemis hemistephana Boiss.
- Anthemis hermonis Eig
- Anthemis hirtella C.Winkl.
- Anthemis homalolepis Eig
- Anthemis hyalina DC.
- Anthemis hydruntina E.Groves
- Anthemis indurata Delile
- Anthemis iranica Parsa
- Anthemis ismelia Lojac.
- Anthemis jordanovii Stoj. & Acht.
- Anthemis kandaharica Iranshahr
- Anthemis karacae Güner
- Anthemis kermanica Parsa
- Anthemis kitaibelii Spreng.
- Anthemis kotschyana Boiss.
- Anthemis kruegeriana Pamp.
- Anthemis laconica Franzén
- Anthemis leptophylla Eig
- Anthemis leucanthemifolia Boiss. & C.I.Blanche
- Anthemis leucolepis Eig
- Anthemis lithuanica Besser ex DC.
- Anthemis lorestanica Iranshahr
- Anthemis macedonica Boiss. & Orph.
- Anthemis macrotis (Rech.f.) Oberpr. & Vogt
- Anthemis maris-mortui Eig
- Anthemis maritima L.
- Anthemis marocana Batt. & Pit.
- Anthemis mauritiana Maire & Sennen
- Anthemis melampodina Delile
- Anthemis melanacme Boiss. & Hausskn.
- Anthemis melia Biel & Kit Tan
- Anthemis micrantha Boiss. & Hausskn.
- Anthemis microcephala (Schrenk) B.Fedtsch.
- Anthemis microlepis Eig
- Anthemis microsperma Boiss. & Kotschy
- Anthemis mirheydari Iranshahr
- Anthemis moghanica Iranshahr
- Anthemis monilicostata Pomel
- Anthemis muricata (DC.) Guss.
- Anthemis nabataea Eig
- Anthemis odontostephana Boiss.
- Anthemis orbelica Pančić
- Anthemis orientalis (L.) Degen
- Anthemis parlatoreana Raimondo, Bajona, Spadaro & Di Grist.
- Anthemis parnesia Boiss. & Heldr.
- Anthemis parvifolia Eig
- Anthemis pasiphaes Goula & Constantin.
- Anthemis patentissima Eig
- Anthemis pauciloba Boiss.
- Anthemis pedunculata Desf.
- Anthemis peregrina L.
- Anthemis persica Boiss.
- Anthemis pignattiorum Guarino, Raimondo & Domina
- Anthemis pindicola Heldr. ex Halácsy
- Anthemis plebeia Boiss. & Noë
- Anthemis plutonia Meikle
- Anthemis pseudoabrotanifolia C.Brullo, Brullo & Giusso
- Anthemis pseudocotula Boiss.
- Anthemis pulvinata Brullo, Scelsi & Spamp.
- Anthemis punctata Vahl
- Anthemis pungens Yavin
- Anthemis rascheyana Boiss.
- Anthemis regis-borisii Stoj. & Acht.
- Anthemis retusa Delile
- Anthemis rhodensis Boiss.
- Anthemis rhodocentra Iranshahr
- Anthemis rigida Boiss. ex Heldr.
- Anthemis rosea Sm.
- Anthemis rumelica (Velen.) Stoj. & Acht.
- Anthemis ruthenica M.Bieb.
- Anthemis samariensis Turland
- Anthemis scariosa Banks & Sol.
- Anthemis schizostephana Boiss. & Hausskn.
- Anthemis scopulorum Rech.f.
- Anthemis scrobicularis Yavin
- Anthemis secundiramea Biv.
- Anthemis serpentinica Goula & Constantin.
- Anthemis sheilae Ghafoor & Al-Turki
- Anthemis sibthorpii Griseb.
- Anthemis sintenisii Freyn
- Anthemis spruneri Boiss. & Heldr.
- Anthemis sterilis Steven
- Anthemis stiparum Pomel
- Anthemis susiana Nábělek
- Anthemis taubertii E.Durand & Barratte
- Anthemis tenuicarpa Eig
- Anthemis tenuisecta Ball
- Anthemis tigreensis J.Gay ex A.Rich.
- Anthemis tomentella Greuter
- Anthemis tomentosa L.
- Anthemis tranzscheliana Fed.
- Anthemis tricolor Boiss.
- Anthemis tricornis Eig
- Anthemis tripolitana Boiss. & C.I.Blanche
- Anthemis tubicina Boiss. & Hausskn.
- Anthemis ubensis Pomel
- Anthemis virescens Velen.
- Anthemis wallii Hub.-Mor. & Reese
- Anthemis werneri Stoj. & Acht.
- Anthemis wettsteiniana Hand.-Mazz.
- Anthemis xylopoda O.Schwarz
- Anthemis yemensis Podlech
- Anthemis zaianica Oberpr.
- Anthemis zoharyana Eig